# Fitchana vitellinus
Fitchana vitellinus är en insektsart som beskrevs av Fitch 1851. Fitchana vitellinus ingår i släktet Fitchana och familjen dvärgstritar. Inga underarter finns listade i Catalogue of Life.